# Hoffer István
Hoffer István (? – ?) kétszeres magyar bajnok labdarúgó, csatár.

## Pályafutása
1903 és 1908 között az MTK-ban szerepelt.
Kétszeres magyar bajnok volt a csapattal.

## Sikerei, díjai
- Magyar bajnokság
  - bajnok: 1904, 1907–08
  - 3.: 1903, 1905, 1906–07